# Château de Bernessard
Le château de Bernessard est situé à Gémozac en Charente-Maritime.

## Historique
Bernessard mouvait du fief de Rioux dont le seigneur, Guillaume de Beaumont, rend hommage durant les années 1373-1412. Léon de Beaumont recevra l'aveu d'Isabeau Fauresse pour les terres qu'elle détient à Bernessard (1445), et en 1463 Jacques de Pons abandonne ses droits sur le fief (Albert Bruas).
Au XVIIe siècle, Geffroy de Montgaillard, écuyer, est seigneur de Bernessard et La Touche en Saint-Quantin. Le 16 novembre 1625, sa fille Judith épouse Joël Ancelin (+ 1676), seigneur de Savigné à Saint-Just-Luzac, fils de Jehan Ancelin, écuyer, gentilhomme de la chambre du Roi, et de Luce Paillé (AD17, minute du notaire Jean Mareschal, cote 3 E 26/59). Judith apportera à Joël le fief de Bernessard avec sa forteresse qui resteront dans la famille Ancelin jusqu'à la Révolution.
Leur fils Christophe Ancelin sera baptisé, le 20 avril 1632, dans la chapelle de Bernessard, et formera la branche des Ancelin de La Garde (La Garde aux Valets à Croix Chapeau) dont est issu Louis Ancelin de La Garde de Bernessard, lieutenant de vaisseau, chevalier de Saint-Louis, mort sur l'échafaud. Arrêté le 25 mai 1794 à Bernessard , transféré à la prison de la Conciergerie (19 juin 1794), il est guillotiné le 11 juillet 1794 à Paris, barrière du Trône (place de la Nation) ( AN., séries T 1332 et w 412 N° 946, pièces du procès devant Fouquier-Tinville) (Gosselin Lenotre). Son épouse, Alexandrine de Morant, sera emprisonnée à Saintes, tandis que tous leurs biens seront mis en vente le 16 vendémiaire an III de la République. Le château est ainsi décrit : une maison consistant en cinq chambres basses, trois chambres hautes, salon, cuisine, souillarde, dépense, office, greniers, fournière, écurie, chambres de domestiques, chaufferie, chais, cuvier, granges, pigeonnier, hangar, toits à brebis, à cochons et autres servitudes, cour, avant-cour, jardin bas et vivier, etc. (AD17, série Q 310, vente des biens de Louis Ancelin de La Garde).
La "citoyenne Morant" (Alexandrine de Morant) rachètera une grande partie du domaine et sauvera le château. Son fils aîné, Louis-Henri-Auguste Ancelin de La Garde (+ 1854) habitera Bernessard et s'y mariera, en 1842, avec Esther Chevalier. Leur fille, Camille Ancelin de Lagarde, épousera Jean Repéré qui lui donnera deux fils, François et Louis Repéré, dont les descendants vendront le domaine de Bernessard, en 1968, à la famille Montandon (J.-F. Bascans).
Le château dans sa forme actuelle remonte principalement au XVe siècle.
L'immeuble est inscrit au titre des monuments historiques par arrêté du 25 septembre 2012.